# Amaranthus blitum subsp. emarginatus
Amaranthus blitum subsp. emarginatus una subespecie de Amaranthus blitum, es una planta anual, perteneciente a la familia Amaranthaceae.  Es nativa de la región del Mediterráneo donde se encuentra en huertos húmedos.

## Descripción
Hierba normalmente erecta de glomérulos axilares y con panícula terminal. Las hojas presentan en el ápice una escotadura poco profunda.

## Taxonomía
Amaranthus blitum subsp. emarginatus fue descrita por (Salzm. ex Uline & Bray) Carretero, Muñoz Garm. & Pedrol y publicada en Bull. Soc. Échange Pl. Vasc. Eur. Occid. Bassin Médit. 24: 55. 1993.
Etimología
Amaranthus: nombre genérico que procede del griego amaranthos, que significa "flor que no se marchita".
blitum: epíteto con el que los griegos llamaban a Amaranthus blitum var. silvestre, vlita (en griego: βλήτα),  y comían las hojas y los brotes tiernos cocidos al vapor o hervidas y luego servidas con aceite de oliva, limón y sal.
Citología
Número de cromosomas de Amaranthus blitum subsp. emarginatus (Fam. Amaranthaceae) y táxones infraespecíficos = Amaranthus lividus subsp. polygonoides (Moq.) Probst: 2n=34
Sinonimia
- Albersia emarginata (A.Braun & Bouché) Asch. ex Hausskn.
- Amaranthus ascendens var. polygonoides (Moq.) Thell.
- Amaranthus ascendens subsp. polygonoides (Moq.) Thell. ex Priszter
- Amaranthus blitum var. emarginatus (Moq. ex Uline & W.L.Bray) Lambinon
- Amaranthus emarginatus Salzm. ex Uline & Bray
- Amaranthus emarginatus Salzm. ex Moq.
- Amaranthus lividus subsp. ascendens Heukels.
- Amaranthus lividus var. ascendens Thell.
- Amaranthus lividus var. polygonoides (Moq.) Thell.
- Amaranthus lividus subsp. polygonoides (Moq.) Probst
- Euxolus emarginatus A.Braun & Bouché
- Euxolus viridis var. polygonoides Moq.[5]